# 英菲尼迪

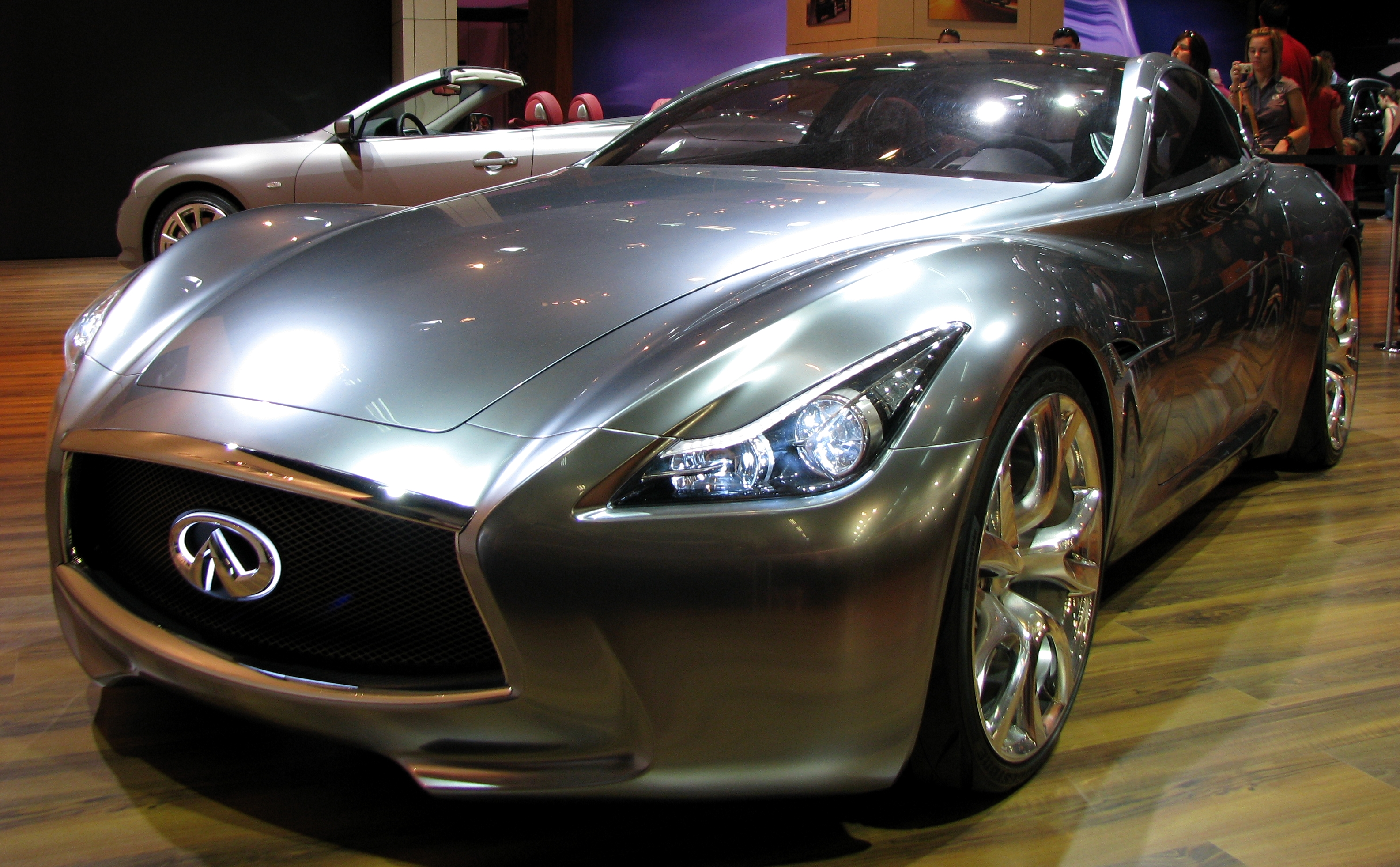
英菲尼迪Essence油電混合概念車

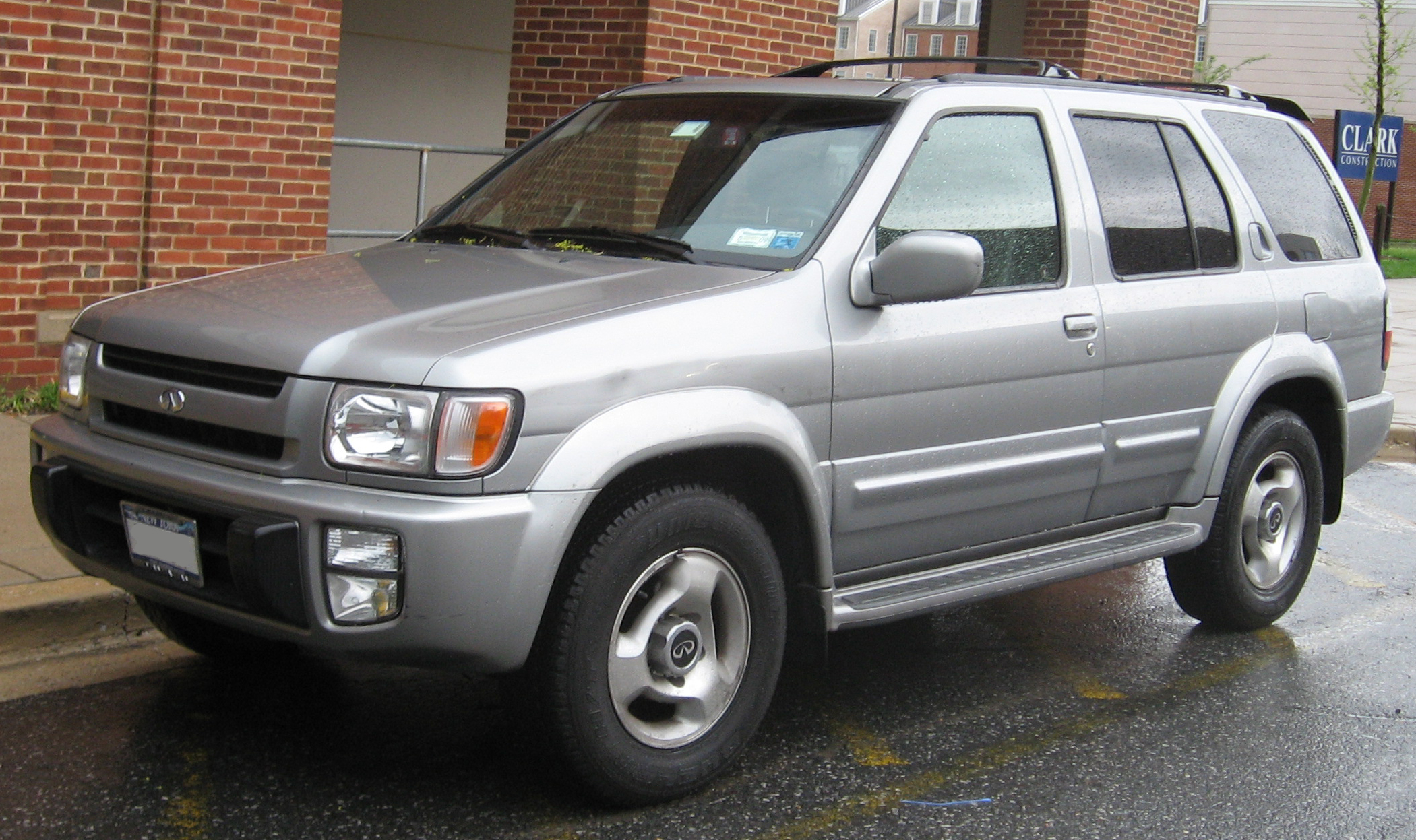
英菲尼迪QX4

是日本車廠日產汽車的豪華汽車品牌，1989年11月8日在北美洲首先開始銷售，和Acura、Lexus並列為日本三大豪華汽車品牌。

## 歷史
英菲尼迪于1989年11月8日成立于北美。至今已在全球50个国家和地区开展业务。
2012年5月22日，英菲尼迪總部移入香港花旗銀行大廈，2014年遷往合和中心。2020年迁回日本横滨，同时停止了英菲尼迪在香港的业务。
2012年12月18日起，英菲尼迪产品线重新命名，轿车更名为Q系列，SUV系列更名为QX系列。
2014年2月，第13代日产Skyline（代号V37，海外市场的英菲尼迪Q50）在日本发售，虽然冠以日产的名义发行，但其前部挂上了英菲尼迪的Logo，一年后的2015年，第二代日产风雅（代号Y51，海外市场的英菲尼迪M）改款，同样在前部挂上了英菲尼迪的Logo，直至2019年为止。

## 早期車型
- 英菲尼迪Q45：1989年誕生，搭载4.1升V8引擎（代号VH41DE），最大輸出馬力280匹，对标BMW 7系列。於2006年步入历史，被英菲尼迪M56/Q70取代。

- 英菲尼迪M系：第一代英菲尼迪M以“M30”的名义于1990年发行，对标雷克萨斯SC，搭载了3.0升自然吸气V6发动机（代号VG30E），输出162匹马力，搭配4速自排变速箱，搭载了日产Sonar可变阻尼底盘，让美国市场看见了日系车在技术的优势。2002年，M系列在北美以“英菲尼迪M45”的名义复出，搭载4.5升自然吸气V8发动机（代号VK45DE），输出340匹马力，2004年10月，M35/M45开始发行，2010年推出M25/M35h/M56车型。2014年更名为Q70/Q70L。

- 英菲尼迪J系：第一代英菲尼迪J以“J30”的名义于1992年4月推出，用以取代M30。搭载3.0升自然吸气V6发动机（代号VG30DE），输出210匹马力，標準配備日产HICAS四轮转向功能，对标雷克萨斯GS。

- 英菲尼迪I系：于1994年-2004年间发行。相较于同期的Cefiro（风度），英菲尼迪I系可搭載3.5升自然吸气V6引擎（代号VQ35DE）。

- 英菲尼迪G系：于1990年推出，2013年起被Q50/Q60取代。在日本，第13代Skyline在2014年—2019年以英菲尼迪Q50的名义发行。

- QX4：于1997年在美國推出，陽剛性濃厚的外观與優異的四輪驅動系統是QX4的一大特色，但改款前其搭载的3.3升自然吸气V6发动机（代号VG33E）只能输出170匹马力，2001年改款后改为搭载更为強勁的3.5升自然吸气V6发动机（代号VQ35DE），可輸出245匹馬力，此外外观和内饰都有优化，直至2004年被英菲尼迪QX56取代。

## 現役车型
轎車
- 英菲尼迪 Q50/Q50L
- 英菲尼迪 Q70

雙門跑車 Coupe
- 英菲尼迪 Q60

休旅車 SUV
- QX50
- QX55
- QX60
- QX80

## 外部連結
- INFINITI WORLDWIDE （页面存档备份，存于）
- INFINITI USA （页面存档备份，存于）